# Роберт I де Ламарк
Роберт I де Ламарк (Robert Ier de La Marck) (ум. 1489) — сеньор Седана, Флоранжа и Жамеца, с 1484 года правитель герцогства Бульон.
Сын Жана I де Ламарка и его жены Анны фон Фирнебург. Родился не ранее 1443 года, когда поженились его родители.
После смерти отца, умершего в 1470 или 1480 году, унаследовал княжество Седан, входившее в состав Священной Римской империи.
Его младший брат Гильом де Ламарк по прозвищу Арденнский Вепрь по Тонгрскому договору от 22 мая 1484 года признал Иоганна ван Хорна епископом Льежа в обмен на 30 тысяч ливров, до уплаты которых к нему в залог переходило герцогство Бульон. Роберт I де Ламарк, зная о тяжёлом финансовом состоянии прелата, выплатил Гильому эту сумму и объявил себя герцогом Бульонским.
В 1485 году, после казни Гильома Арденнского Вепря, началась война, в которой на стороне братьев де Ламарк выступил французский король Карл VIII. Уже после смерти Роберта I де Ламарка, в 1492 году, в Доншери был заключен мирный договор, закрепивший статус кво.
Роберт I де Ламарк служил во французской армии и погиб при осаде Ивуа в 1489 году.
Он с 22 июня 1449 года (с детского возраста) был женат на Жанне де Марле, даме де Со (Saulx), дочери и наследнице Колара де Марле. Дети (родились в период 1465—1480):
- Клод, жена Луи де Ленонкура, родственника архиепископа Роберта де Ленонкура;
- Бонна, жена Пьера де Мулена де Бодоша, затем Губерта де Руа;
- Роберт II (ум. 1536), герцог Бульона, князь Седана
- Эрар де Ламарк (ум. 16 февраля 1538), епископ Льежа и Шартра, кардинал.